# Pegomya calceata
Pegomya calceata este o specie de muște din genul Pegomya, familia Anthomyiidae. A fost descrisă pentru prima dată de Johann Wilhelm Meigen în anul 1826.
Este endemică în Austria. Conform Catalogue of Life specia Pegomya calceata nu are subspecii cunoscute.